# Kōriyama
Kōriyama (jap. 郡山市 Kōriyama-shi) – miasto w Japonii, na wyspie Honsiu (Honshū), w prefekturze Fukushima. 
Ma powierzchnię 757,20 km². W 2020 r. mieszkały w nim 327 692 osoby, w 140 176 gospodarstwach domowych  (w 2010 r. 338 712 osób, w 131 548 gospodarstwach domowych) .
W mieście rozwinął się przemysł włókienniczy, chemiczny oraz maszynowy.